# Boffalora d'Adda
Boffalora d'Adda (Bufalòra in dialetto lodigiano, e semplicemente Boffalora fino al 1863) è un comune italiano di 1 728 abitanti della provincia di Lodi in Lombardia.

## Origini del nome
Non è certa la provenienza del nome del paese, e ci sono tre interpretazioni accreditate: dalla parola di origine tedesca Wulfhari; dalla fusione delle parole "Boffa l'Ora", o "Boffa l'Aura" che significa "Soffia il vento"; dalla deformazione delle parole tardo-latine Bufalus Ora, "Zona dei bufali".

## Storia
Nel Medioevo appartenne al vescovo di Lodi, nel 1600 Boffalora fu feudo della famiglia Destrieri; nel 1632 il feudo passò al marchese Lancellotto Corrado di Lodi; nel 1662 il feudo divenne contea a favore di Alfonso Corrado ed infine, nel 1762, la contea stessa venne conferita ai Barattieri.
In età napoleonica (1809-16) Boffalora fu frazione della città di Lodi, recuperando l'autonomia con la costituzione del Regno Lombardo-Veneto.
Nel 1816 Boffalora fu inserita nel VII distretto, quello di Pandino, della provincia di Lodi e Crema, allora costituitasi; alla cessazione di questa nel 1859, il paese risultò situato nella provincia di Milano (circondario di Lodi).
Nel 1863 Boffalora assunse il nome ufficiale di Boffalora d'Adda, per distinguersi da altre località omonime.
Nel 1978, a Boffalora d'Adda, in pieno centro abitato, in seguito a degli scavi è emerso un corredo costituito da una croce d'oro e ornamenti di uno scudo. A Boffalora esisteva certamente anche un monastero, nel quale vivevano le monache di clausura dell'Ordine dei Servi di Maria Vergine dello Spasimo, osservanti la Regola di sant'Agostino. Per la sua posizione strategica fu teatro di notevoli fatti d'arme. Tracce dell'antico castello si trovano nel cortile di un'azienda agricola.

### Simboli
Lo stemma e il gonfalone sono stati concessi con DPR del 19 gennaio 1976.
Stemma
Gonfalone

## Monumenti e luoghi d'interesse
- Palazzo Municipale – fu realizzato nel 1933 per iniziativa del podestà di allora, dottor Maggi, medico benemerito in Lodi, attivissimo nell'ambito delle opere assistenziali. La colonia fluviale, costruita nel 1941, fu gradualmente eliminata dal fiume Adda stesso, a causa della variazione del suddetto corso d'acqua.
- La chiesa parrocchiale – fu ricostruita totalmente nel 1590, una ottantina di anni dopo la sua realizzazione avvenuta nel 1513 sotto il pontificato di Leone X e l'episcopato di Ottaviano Maria Sforza. La parrocchia è dedicata alla Natività della Beata Vergine e comprende tutto il territorio comunale, ad eccezione della cascina Bell'Italia, che rientra invece nella parrocchia di Montanaso Lombardo. La chiesa fu restaurata nel 1954 dall'allora arciprete don Luigi Bravi, è stata recentemente ridecorata ed arricchita da un pregevole altare per iniziativa dell'arciprete don Paolo Gatti. Nella chiesa è conservato un pregevole quadro ad olio di Scipione Piazza, rappresentante la Madonna in alto seggio, con santa Elena e santa Monica ai lati e san Macario e san Cristinziano più in basso. L'altare maggiore in marmo, infine, proviene dall'antica chiesa di San Michele in Lodi, risalente al XIII secolo.

## Società

### Evoluzione demografica
- 125 nel 1751
- 485 nel 1805
- annessione a Lodi nel 1809
- 722 nel 1861

Abitanti censiti

### Etnie e minoranze straniere
Al 31 dicembre 2008 gli stranieri residenti nel comune di Boffalora d'Adda in totale sono 138, pari all'8,64% della popolazione. Tra le nazionalità più rappresentate troviamo:
| Paese    | Popolazione (2008) |
| -------- | ------------------ |
| Romania  | 46                 |
| Albania  | 13                 |
| Egitto   | 11                 |
| Colombia | 11                 |

## Geografia antropica
Secondo l'ISTAT, il territorio comunale comprende il centro abitato di Boffalora d'Adda e la località di Roncadello.

## Economia
Circa il 50% della forza lavoro si sposta a Lodi o nel capoluogo lombardo, mentre il rimanente è occupato nell'agricoltura e nell'industria.
Le principali risorse agricole sono difatti costituite da colture di cereali, foraggi e allevamento, sfruttate da alcune aziende.
Nell'ambito del secondario, sono presenti un'industria del settore elettrico e una trafileria.

## Amministrazione
Segue un elenco delle amministrazioni locali.
| Periodo | Periodo   | Primo cittadino          | Partito      | Carica  | Note |
| ------- | --------- | ------------------------ | ------------ | ------- | ---- |
| 1944    | 1945      | Arnaldo Fraschini        |              | Podestà |      |
| 1945    | 1945      | Alessandro Bocconi       |              | Sindaco |      |
| 1945    | 1946      | Amilcare Poli            |              | Sindaco |      |
| 1946    | 1959      | Giuseppe Alfredo Broglia |              | Sindaco |      |
| 1959    | 1960      | Domenico Tressoldi       |              | Sindaco |      |
| 1960    | 1970      | Antonio Broglia          |              | Sindaco |      |
| 1970    | 1975      | Alessandro Migliorini    |              | Sindaco |      |
| 1975    | 1980      | Antonio Allegri          |              | Sindaco |      |
| 1980    | 1985      | Alessandro Migliorini    |              | Sindaco |      |
| 1985    | 1990      | Giovanni Bernasconi      |              | Sindaco |      |
| 1990    | 2004      | Raffaele Rapaccioli      |              | Sindaco |      |
| 2004    | 2009      | Elena Veronesi           | L'Ulivo      | Sindaco |      |
| 2009    | in carica | Livio Bossi              | lista civica | Sindaco |      |